# Симон, Константин Романович
Константин Романович Симон (16 августа 1887, Москва, Российская империя — 1 июля 1966, Москва, СССР) — русский и советский историк-книговед, библиограф и библиографовед. Доктор исторических наук, профессор, старший научный сотрудник Фундаментальной библиотеки общественных наук АН СССР.

## Биография
В 1905 году поступил на историко-филологический факультет Московского университета, продолжил образование в Германии, Франции, Швейцарии, Италии и Греции. Университет окончил в 1911 году. Был оставлен на кафедре всеобщей истории для подготовки к профессорскому званию (1912—1914). Владел шестью языками: латынь, английский, немецкий, французский, испанский и итальянский. В декабре 1913 году в «Журнале министерства народного просвещения» опубликовал свою первую статью — «Приходские наказы 1789 г. в Орлеанском и Блуасском бальяжах». В 1914—1918 годах служил в Красном кресте.
С 1919 года работал на различных должностях в НКПС.
С 1928 по 1931 год работал библиографом-референтом в библиографическом отделе Международного аграрного института, в 1931—1933 годах — старшим библиографом во Всесоюзной ассоциации сельскохозяйственной библиографии, в 1934—1937 годах — главным библиографом в Государственной библиотеке СССР имени В. И. Ленина, в 1937—1939 годах — заведующим Научно-библиографическим отделом и главным консультантом по истории техники Государственной политехнической библиотеки Наркомпроса.
В 1939—1966 годах — заведующий сектором истории, главный библиограф, старший научный сотрудник (с 1948 года) Фундаментальной библиотеки общественных наук АН СССР. В 1964 году в Институте истории АН СССР Симону по совокупности работ была присуждена научная степень доктора исторических наук.
Преподавал библиографию в Критико-библиографическом институте ОГИЗ, Московском государственном библиотечном институте (МГБИ), Высших библиографических курсах при Всесоюзной книжной палате, на историческом факультете МГУ и в Институте истории СССР. Член совета Всесоюзной книжной палаты, учёного совета МГБИ, Библиотечной комиссии Министерства высшего образования СССР и библиографической секции Совета по вопросам библиографической работы при Министерстве культуры СССР.
Увлекался поэзией, оставил после себя ряд стихотворных произведений.

## Научная деятельность
Автор свыше 70 научных работ, некоторые из которых были переведены на иностранный язык. Ряд из них остались в рукописях. Основное направление научных исследований — теория и терминология библиографии, история зарубежной библиографии, библиография истории, вопросы реферативной периодики и указателей к научным журналам, статистика печати. Выступил редактором ряда библиографических пособий по истории.
Планировал создать «Историю европейских энциклопедий», однако затем сузил задачу до «Энциклопедий западного средневековья». В конце 1940-х годов опубликовал в научной периодике несколько очерков (о Марциане Капелле, Иоганне Альштеде, Вольтере и французской «Энциклопедии»), которые в дальнейшем планировалось сделать главами энциклопедии.
Автор фундаментальных по охвату и объему статьей «Энциклопедия» в «Энциклопедическом словаре Гранат» и во втором издании Большой советской энциклопедии.

## Награды
- Орден «Знак почета» (1945).
- Три медали.

## Основные работы
- Указатель журнальной литературы по аграрному вопросу (1928 г.). Сост. Е. Д. Зайцева, П. Х. Кананов, В. Э. Иванова и К. Р. Симон. — М.: Изд-во Междунар. аграр. ин-та, 1929; 39-я интернациональная тип. «Мосполиграф». — 305 с. (Оттиск из: «Аграрные проблемы». — 1928. — № 1 — 5/6.)
- Указатель журнальной литературы по аграрному вопросу (1930 г.). Сост. Е. Д. Зайцева, П. Х. Кананов, К. Р. Симон и др. — М.: Изд-во Междунар. аграр. ин-та, 1930. — 398 с. (Оттиск из: «Аграрные проблемы». — 1930. — № 1 — 3/4, 5—6, 6а.)
- Тимов С. С., Симон К. Р. Мировой аграрный кризис. Ч. 1—2. — М.: ОГИЗ; 16-я тип. треста «Полиграфкнига», 1933. — 32 с. — (Серия библиографических листовок. Социально-экономическая литература. № 2.)
- Симон К. Р. Проблемы реферативной периодики. — М.: [Б. и.], 1934. — 8 с. (Оттиск из неизд. сб.: С. 269—286.)
- Симон К. Р. Важнейшие иностранные библиографические издания за 1928—1933 гг. — М.: Изд-во Б-ки им. Ленина; Тип. «Путь Октября», 1935. — 17 с. (Оттиск из: «Советская библиография». — 1934. — № 3/4 (7/8). — С. 47—54.)
- Симон К. Р. Важнейшие библиографические издания (универсальные и политехнические) и их использование в работе технических библиотек системы НКТП. — М.: [Б. и.], 1939. — 22 с. — (Серия методических писем и инструкций в помощь работникам технических библиотек системы НКТП. Вып. 19.)
- Симон К. Р. Иностранная универсальная библиография. Справочные таблицы. — М.: Изд-во ВКП, 1940. — 70 с.
- Симон К. Р. Иностранная общая библиография. Учебное пособие. — М.: Гос. библиот.-библиогрф. изд-во, 1941. — 164 с.
- Симон К. Р. Объект, целевое назначение, методика и формы библиографии в их историческом развитии. — М.; Л.: Изд-во АН СССР, 1961. — 17 с.
- Симон К. Р. История иностранной библиографии. — М.: Изд-во ВКП, 1963. — 736 с.
- Симон К. Р. Библиография. Основные понятия и термины. — М.: «Книга», 1968. — 159 с.
- Симон К. Р. Избранное. Сост. В. И. Гульчинский. — М.: «Книга», 1984. — 239 с.
- Симон К. Р. История иностранной библиографии. Под ред. С. А. Фейгиной. — М.: «URSS», 2009. — 736 с.
- Симон К. Р. Библиография. Основные понятия и термины. 2-е изд. — М.: «ЛКИ», 2010. — 159 с.
- Симон К. Р. Библиография. Основные понятия и термины. 3-е изд. — М.: «URSS», 2011. — 159 с.

### Редакторская работа
- История СССР. Указатель советской литературы за 1917—1952 гг. Отв. ред. К. Р. Симон. Т. 1. История СССР с древнейших времен до вступления России в период капитализма. Сост. И. П. Доронин, А. Н. Байкова, Д. Я. Брилон и др. — М.: Изд-во АН СССР, 1956. — 726 с.
- История СССР. Указатель советской литературы за 1917—1952 гг. Отв. ред. К. Р. Симон. Т. 1. Приложения. Схема классификации. Вспомогательные указатели. — М.: Изд-во АН СССР, 1956. — 184 с.
- История СССР. Указатель советской литературы за 1917—1952 гг. Отв. ред. К. Р. Симон. Т. 2. История СССР в период капитализма (1861—1917). Сост. И. П. Доронин, А. Н. Байкова, Д. Я. Брилон и др. — М.: Изд-во АН СССР, 1958. — 396 с.
- История СССР. Указатель советской литературы за 1917—1952 гг. Отв. ред. К. Р. Симон. Т. 2. Приложения. Схема классификации. Вспомогательные указатели. — М.: Изд-во АН СССР, 1956. — 132 с.
- История Англии и Ирландии. Библиографический указатель советских изданий 1945—1960 гг. Сост. А. Н. Байкова. Ред. К. Р. Симон. — М.: [Б. и.], 1960. — 123 с.
- История Англии и Ирландии. Библиографический указатель литературы, изданной в СССР за 1945—1962 гг. Сост. А. Н. Байкова. Отв. ред. К. Р. Симон. — М.: Изд-во АН СССР, 1963. — 256 с.
- История средних веков. Библиографический указатель литературы, изданной в СССР. Под ред. К. Р. Симона и Э. А. Нерсесовой. Т. 1. 1918—1957. — М.: Изд-во МГУ, 1968. — 520 с.

Библиографический указатель «История СССР»
- История СССР. Библиографический указатель советской литературы на русском языке 1917—1950 гг. Общ. и отв. ред. К. Р. Симон. Т. 1. История СССР с древнейших времен до Великой Октябрьской социалистической революции. Вып. 1. История СССР с древнейших времен до конца XVIII века. — М.: [Б. и.], 1952:

- Тетр. 1. Предисловие. Сокращенная схема классификации. — 37 л.
- Тетр. 2. Введение в изучение истории СССР. — 157 л.
- Тетр. 3. Общий отдел. — 171 л.
- Тетр. 4. Древнейший период истории СССР. Первобытно-общинный строй. Рабовладельческой общество. Возникновение феодальных отношений в Закавказье и в Средней Азии. Палеолит — VI век н. э. — 221 л.
- Тетр. 5. Возникновение и развитие феодальных отношений. Период феодальной раздробленности. VII в. — первая половина XV в. — 235 л.
- Тетр. 6. Образование Русского централизованного государства. Установление самодержавного строя в России. 2-й половина XV—XVII вв. — 156 л.
- Тетр. 7. Образование Российской империи. Усиление крепостничества. Зарождение капиталистических отношений в России (1682—1801 гг.). — 278 л.
- Тетр. 8. Указатель авторов, составителей, комментаторов и заглавий (для работ, описанных не на авторов). Алфавитный список важнейших аналитически расписанных периодических изданий и сборников. — 178 л.